# خط لوله ایست‌مد
خط لوله مدیترانه شرقی یا خط لوله ایست‌مد (انگلیسی: EastMed pipeline) یک خط لوله انتقال گاز طبیعی دریایی/خشکی است که مستقیماً منابع انرژی مدیترانه شرقی را از طریق قبرس و کرت به سرزمین اصلی یونان متصل می‌کند. این پروژه که در حال حاضر در حال طراحی است، گاز طبیعی را از ذخایر گاز فراساحلی در حوضه دریای شام به یونان و به صورت پیوسته با خطوط لوله پوزئیدون و آی‌جی‌بی به ایتالیا و سایر مناطق اروپایی منتقل می‌کند. طول این خط لوله حدود ۱۹۰۰ کیلومتر، عمق ۳ کیلومتر و دارای ظرفیت انتقال ۱۰ میلیارد متر مکعب در سال خواهد بود. هزینه ساخت این خط لوله تقریباً ۶ میلیارد یورو (۶٫۸۶ میلیارد دلار) خواهد بود. این خط لوله توسط آی‌جی‌آی پوزئیدون، با سرمایه‌گذاری مشترک ۵۰–۵۰٪ بین شرکت گاز یونانی دی‌ئی‌پی‌ای و شرکت گاز ایتالیایی ادیسون کمپانی در حال توسعه است.
در ۲ ژانویه ۲۰۲۰، توافق‌نامه خط لوله ایست‌مد در آتن توسط رهبران یونان، قبرس و اسرائیل امضا شد. در ۱۹ ژوئیه ۲۰۲۰، دولت اسرائیل رسماً این توافق را تأیید کرد و به کشورهای امضاکننده اجازه داد تا برنامه‌های تکمیل خط لوله را تا سال ۲۰۲۵ به پیش ببرند.
با این حال، پس از بازگیری حمایت ایالات متحده از این طرح در ژانویه ۲۰۲۲، این احتمال وجود دارد که این خط لوله لغو شود و با یک خط لوله اقتصادی‌تر و سازگار با محیط زیست در یک توافق دوستانه انرژی بین مصر و یونان جایگزین شود.

## گاه‌شمار
در سال ۲۰۱۳، ساخت خط لوله ایست‌مد تحت مقررات کمیسیون اروپا ۳۴۷/۲۰۱۳ به عنوان یک پروژه با منافع مشترک تعیین شد و در طول دوره ۲۰۱۵–۲۰۱۸، کمیسیون بیش از ۳۴٫۵ میلیون یورو (۳۸٫۹ میلیون دلار آمریکا) برای تکمیل فنی، اقتصادی و مطالعات زیست‌محیطی برای پروژه تخصیص داد.
مثلث انرژی یونان، قبرس و اسرائیل در ۲۰ مارس ۲۰۱۹ با حضور مایک پمپئو، وزیر امور خارجه ایالات متحده آمریکا، به نشانه حمایت واشینگتن از این پروژه، یک توافقنامه بین دولتی برای خط لوله مدیترانه شرقی در تل آویو امضا کردند. علاقه آمریکا به این خط لوله با تقاضای واشینگتن مبنی بر اینکه شرکای اروپایی آن سیاست متنوع سازی واردات انرژی خود را حفظ کنند توضیح داده می‌شود. این خط لوله سبد گاز اروپا را متنوع می‌کند و وابستگی به میدان‌های گازی روسیه را کاهش می‌دهد.
در ۷ می ۲۰۱۹، نخست‌وزیر ایتالیا، جوزپه کونته، در رویدادی در نزدیکی رم، اظهار داشت که ایتالیا با ساخت خط لوله پوزیدون مخالفت خواهد کرد؛ آخرین بخش ایست‌مد که یونان و ایتالیا را از طریق دریای آدریاتیک متصل می‌کند، که این تصمیم کل پروژه را تحت تأثیر قرار می‌دهد. هرچند، در ۱ ژانویه ۲۰۲۰، گزارش شد که وزیر توسعه اقتصادی ایتالیا، استفانو پاتوانلی، نامه‌ای برای حمایت از خط لوله ایست‌مد برای همتای یونانی خود ارسال کرده‌است، بنابراین حمایت ایتالیا از این پروژه را بازگرداند.
در ۲ ژانویه ۲۰۲۰، توافقنامه ساخت خط لوله در آتن توسط رهبران یونان، قبرس و اسرائیل امضا شد. نیکوس آناستاسیادس، رئیس‌جمهور قبرس و بنیامین نتانیاهو، نخست‌وزیر اسرائیل، این توافق را «تاریخی» توصیف کردند. این توافق شامل مقرراتی برای تضمین امنیت خط لوله و یک رژیم مالیاتی مشترک است. دولت اسرائیل این توافق را در ۱۹ ژوئیه ۲۰۲۰ تصویب کرد و به این پروژه اجازه داد تا به جلو برود.
در ژانویه ۲۰۲۲، ایالات متحده اعلام کرد که از حمایت خود خارج می‌شود زیرا این پروژه از نظر اقتصادی مقرون به صرفه یا سازگار با محیط زیست نیست، به این معنی که این پروژه احتمالاً لغو شده و با یک اتصال انرژی بین مصر و یونان جایگزین می‌شود. اعضای مجلس نمایندگان ایالات متحده، گوس بلیرکیس (نماینده فلوریدا) و نیکول مالیوتاکیس (نماینده نیویورک)، تغییر نظر دولت بایدن در پروژه را با توجه به وابستگی عمیق اروپا به گاز روسیه زیر سؤال بردند.

## مسیر
این خط لوله میدان گازی لویاتان (اسرائیل) و میدان گازی آفرودیت (قبرس) در شرق مدیترانه را به اروپا متصل می‌کند. این خط لوله از حوضه لوانتین آغاز می‌شود و به قبرس می‌رسد، جایی که یک ایستگاه کمپرسور در آن قرار دارد. از قبرس، خط لوله تقریباً ۷۰۰ کیلومتر به سمت غرب ادامه می‌یابد و به عمق ۳ کیلومتر می‌رسد و در شرق کرت فرود می‌آید. یک ایستگاه کمپرسور در کرت امکان تأمین گاز طبیعی این جزیره را فراهم می‌کند. از کرت، خط لوله به سمت شمال غربی ادامه خواهد یافت و در شرق پلوپونز، در نزدیکی روستای آگیوس فوکاس به خشکی خواهد رسید. این خط لوله از پلوپونز در جهت شمال غربی عبور می‌کند، از خلیج پاترای عبور می‌کند و در امتداد سرزمین اصلی یونان غربی ادامه می‌یابد و به منطقه تسپروتیا ختم می‌شود. از آنجا، به وسیله خط لوله پیشنهادی پوزیدون به ایتالیا متصل خواهد شد.
ترکیه اعلام کرده‌است که به شدت با پروژه خط لوله ایست‌مد مخالف است و مدعی است که عمداً کنار گذاشته شده‌است. جدا از اینکه ترکیه در قبرس شمالی اعمال نفوذ دارد و دچار اختلاف نظر در مورد مرزهای دریایی با قبرس است، ترکیه بر این باور است که نباید از منافع اقتصادی پروژه کنار گذاشته شود. امضای نهایی این پروژه در دوره‌ای با اکتشافات ترکیه در این منطقه و اندکی پس از امضای قرارداد EEZ بین ترکیه و لیبی صورت گرفت.

## انجمن گاز ایست‌مد
در ژانویه ۲۰۱۹، هفت وزیر انرژی در منطقه قراردادی را برای راه‌اندازی مجمع گاز مدیترانه شرقی منعقد کردند. توتال‌انرژیز، انی و نوواتک و اکسان قراردادهای اکتشاف و تولید با دولت‌های مربوطه امضا کرده‌اند.
از ترکیه به عنوان استثنایی بر ضد آرامش منطقه یاد می‌شود. اعضای فعلی این گروه عبارتند از: قبرس، مصر، فرانسه، یونان، اسرائیل، ایتالیا، اردن و تشکیلات خودگردان فلسطینی.در ژانویه ۲۰۲۰، فرانسه و ایالات متحده درخواست کردند تا به ترتیب به عنوان عضو و ناظر دائم به این مجمع بپیوندند.